# 대구 동화사 대웅전 신중도
대구 동화사 대웅전 신중도(大邱 桐華寺 大雄殿 神衆圖)는 대한민국 대구광역시 동구 도학동 동화사에 있는 조선시대의 신중도이다. 2012년 1월 30일 대구광역시의 문화재자료 제48호로 지정되었다.

## 개요
고종 24(1887)년 화승(畵僧) 지한(智澣), 진철(震徹)에 의해 조성되었으며 부처님의 가르침을 수호하기 위한 호법신중을 묘사한 것이다. 화기의 내용과 다른 불화작품을 통해 화승의 작품 활동과 계보, 그리고 화풍을 연구하는데 중요한 자료가 되며 특히 진철은 1896년 동화사 대웅전 아미타극락회상도를 제작하게 되어 동화사 내 화승의 작품활동과 계보, 화풍을 연구하는데 중요한 자료가 된다.

## 참고 문헌
- 대구 동화사 대웅전 신중도 - 국가유산청 국가유산포털